# Spam (Monty Python)
"Spam" es un sketch de Monty Python, televisado por primera vez en 1970 y escrito por Terry Jones y Michael Palin. En el sketch, dos clientes son bajados por cables a un café de cuchara grasienta e intentan pedir un desayuno de un menú que incluye Spam en casi todos los platos, para consternación de uno de los clientes. Mientras la camarera recita el menú lleno de spam, un grupo de clientes vikingos ahoga todas las conversaciones con una canción, repitiendo "Spam, Spam, Spam, Spam… ¡Spam encantador! ¡Maravilloso spam!".
La cantidad excesiva de spam fue probablemente una referencia a la ubicuidad de este y otros productos cárnicos enlatados importados en el Reino Unido después de la Segunda Guerra Mundial (un período de racionamiento en el Reino Unido ) mientras el país luchaba por reconstruir su base agrícola. Gracias a su ubicuidad en tiempos de guerra, el público británico se había cansado de él.
El sketch televisado y varias actuaciones posteriores presentan a Terry Jones como la camarera, Eric Idle como Mr.Bun y Graham Chapman como Mrs. Bun, a quien no le gusta el spam. El sketch original también presentaba a John Cleese como The Hungarian y Palin como historiador, pero esta parte se dejó fuera de la versión de audio del skecth grabado para el segundo álbum del equipo, Another Monty Python Record (1971). Un año después, esta pista fue lanzada como el primer sencillo de 7" de los Pythons.
El uso del término spam para las comunicaciones electrónicas no solicitadas se deriva de este sketch.

## Historia

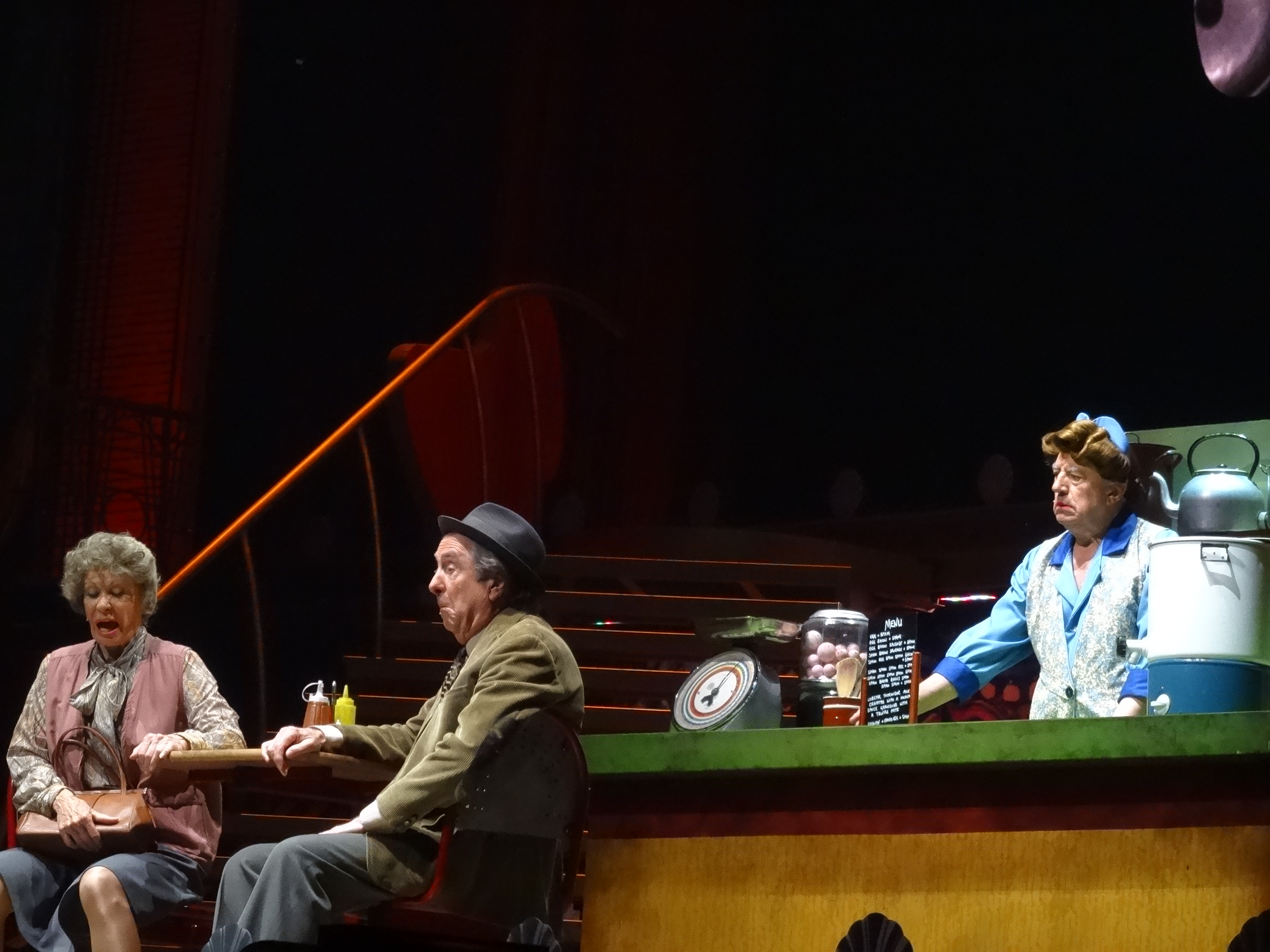
Sketch de spam en Monty Python Live (Mostly) en 2014

El sketch de tres minutos y medio se desarrolla en el ficticio Green Midget Cafe en Bromley. Se desarrolla una discusión entre la camarera, que recita un menú en el que casi todos los platos contienen spam, y la Sra. Bun, a quien no le gusta el spam. Ella pide un plato sin Spam, para asombro de su esposo amante del Spam. La camarera responde a esta solicitud con disgusto. El Sr. Bun se ofrece a aceptar su spam y le pide un plato que contenga mucho spam y frijoles horneados . La camarera dice que los frijoles no están disponibles; cuando el Sr. Bun pide una sustitución de Spam, la camarera comienza a leer el nombre del nuevo plato.
En varios momentos, un grupo de vikingos en el restaurante interrumpe las conversaciones cantando en voz alta sobre Spam. La camarera furiosa les ordena que se callen, pero siguen cantando más fuerte. Un turista húngaro llega al mostrador y trata de hacer un pedido utilizando un libro de frases en húngaro / inglés totalmente inexacto (una referencia a un sketch anterior ). Un agente de policía lo escolta rápidamente.
El sketch corta abruptamente a un historiador en un estudio de televisión hablando sobre el origen de los vikingos en el café. A medida que avanza, comienza a insertar cada vez más la palabra "Spam" en cada oración, y el fondo se eleva para revelar el restaurante que se encuentra detrás. El historiador se une a los vikingos en su canción, y el Sr. y la Sra. Bun es sacado de la escena con cables mientras continúa el canto. En la presentación televisada original, los créditos finales comienzan a desplazarse con el canto aún audible de fondo.

## Menú

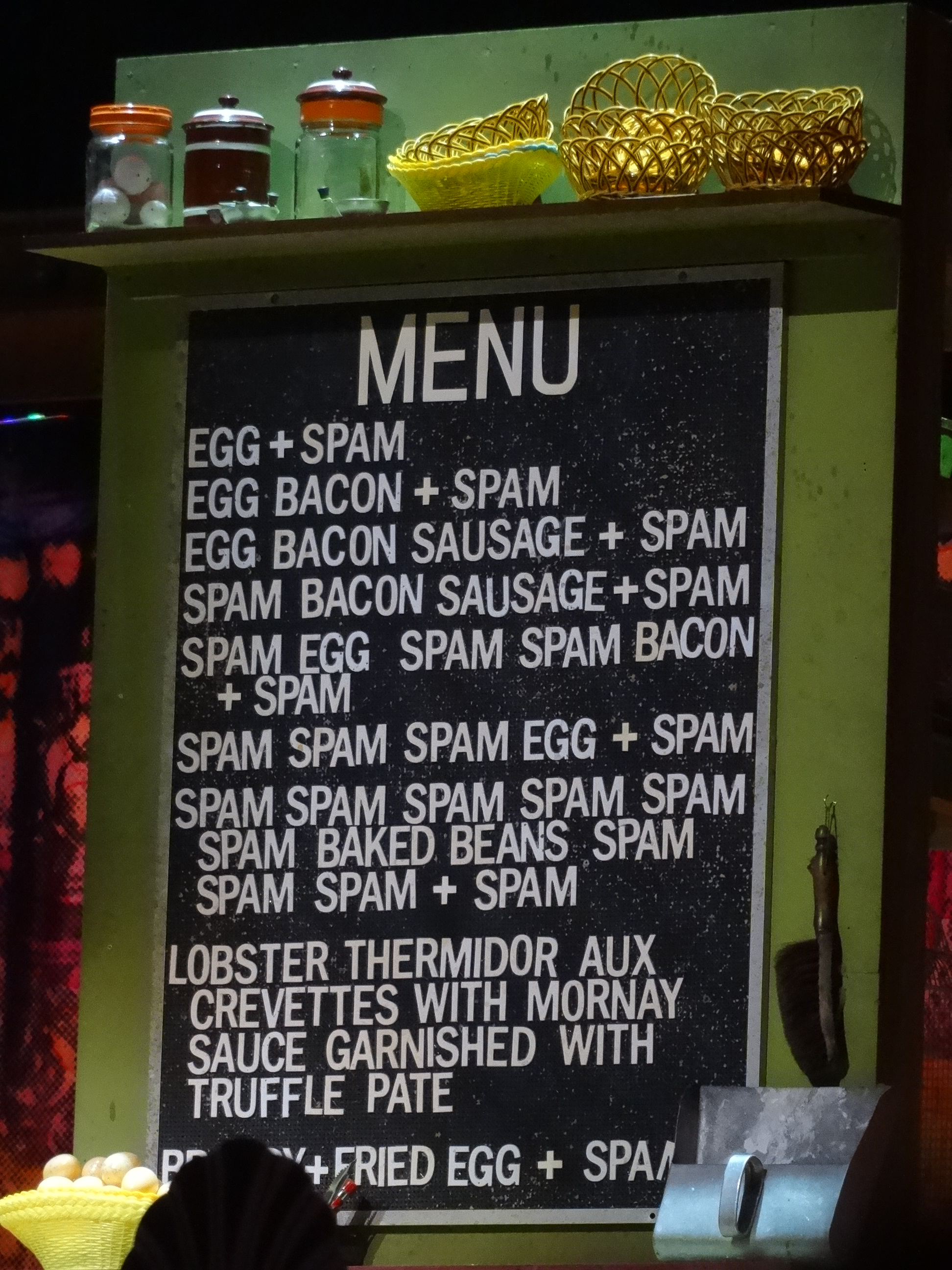
El menú de Monty Python Live (principalmente) en 2014

## Impacto

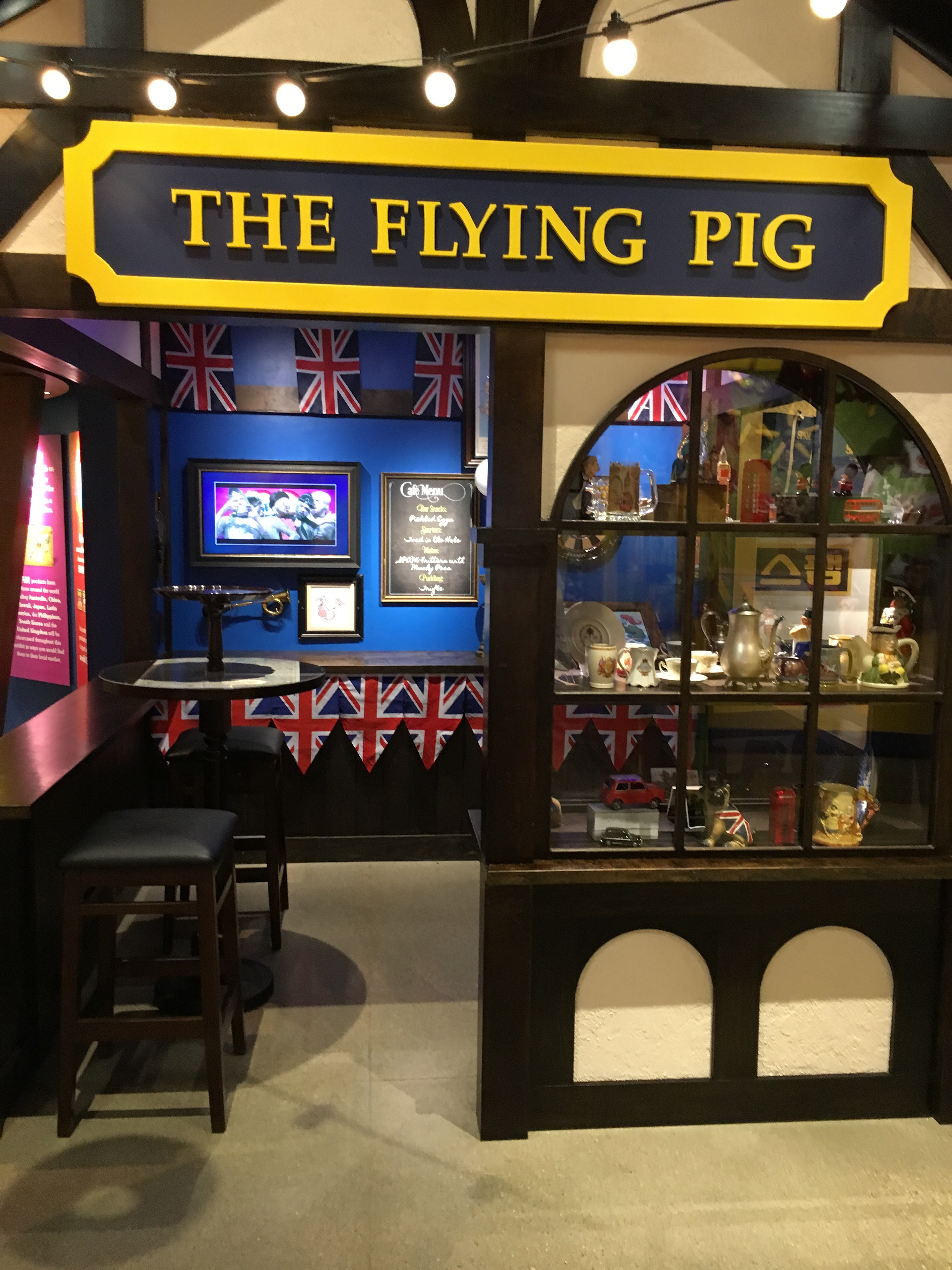
El sketch aparece en el Museo de Spam en Austin, Minnesota. En la foto : pub Flying Pig (sección de Inglaterra)